# Петрушак Богдан Іванович
Богда́н Іва́нович Петруша́к (13 жовтня 1953, місто Трускавець, тепер Львівської області) — український діяч, голова Дрогобицької районної державної адміністрації Львівської області.

## Життєпис
У 1976 році закінчив Львівський державний політехнічний інститут за спеціальністю «Обладнання та технологія зварювального виробництва», здобув спеціальність інженера-механіка.
У жовтні 1979 — жовтні 1981 року — інженер-технолог, у грудні 1981 — вересні 1985 року — заступник начальника цеху, у вересні 1985 — травні 1988 року — начальник бюро зварювання, у травні 1988 — квітні 1990 року — заступник головного технолога Дрогобицького експериментально-механічного заводу спецобладнання.
15 травня 1990 — квітень 1992 року — перший заступник голови виконавчого комітету Дрогобицької міської ради народних депутатів.
9 квітня 1992 — 12 грудня 1994 року — постійний представник Президента України в Дрогобицькому районі Львівської області.
У липні 1994 — липні 1995 року — голова Дрогобицької районної ради — голова виконавчого комітету Дрогобицької районної ради народних депутатів.
31 липня 1995 — 25 травня 1998 року — голова Дрогобицької районної державної адміністрації Львівської області. Одночасно в липні 1995 — 1998 року — голова Дрогобицької районної ради.
У червні 1998 — червні 1999 року — заступник голови правління Відкритого акціонерного товариства (ВАТ) «Дрогобицький машинобудівний завод».
У червні 1999 — жовтні 2001 року — помічник-консультант народного депутата України Олександра Лавриновича. Член Української народної партії.
У жовтні 2001 — квітні 2002 року — заступник директора Закритого акціонерного товариства (ЗАТ) «Укрпромпродуктсервіс».
У травні 2002 — квітні 2007 року — керуючий справами Львівської обласної ради.
26 серпня — грудень 2011 року — перший заступник голови Львівської обласної державної адміністрації.
Потім — засновник та власник ТОВ «Бізнес-Рітейл-Менеджмент».